# Scinax crospedospilus
A Scinax crospedospilus a kétéltűek (Amphibia) osztályának békák (Anura) rendjébe és a levelibéka-félék (Hylidae) családjába tartozó faj.

## Előfordulása
A faj Brazília endemikus faja. Természetes szubtrópusi vagy trópusi nedves bozótosok, szubtrópusi vagy trópusi időszakosan nedves vagy elárasztott rétek, szubtrópusi vagy trópusi magashegyi rétek, édesvizű mocsarak, időszakos édesvizű mocsarak, legelők, erősen lepusztult erdők, pocsolyák, csatornák és árkok.